# Mikul ze Zbraslavi
Mikul ze Zbraslavi byl moravský vladyka z rodu vladyků ze Zbraslavi. 

## Život
Jeho otec byl Gerhard ze Zbraslavi, který odkázal Mikulovi jako druhorozenému synovi své rodné sídlo ve Zbraslavi. 
První písemná zmínka o Mikulovi pochází z 2. dubna 1233, kdy spolu se svým bratrem Bočkem svědčil na donační listině pro klášter v Louce u Znojma. Na listinách byl Mikul v dalších letech zmiňován vždy vedle svého staršího bratra. Naposledy se objevil v královské listině roku 1262 a krátce na to zřejmě zemřel. Zanechal po sobě syna Žibřida (Sifrida) ze Zbraslavi.
Mikul ze Zbraslavi se nijak politicky neangažoval. Do aktivního dění se zapojoval minimálně a neúčastnil se ani kolonizačního procesu, stejně jako jeho potomci. Rod vladyků ze Zbraslavi neměl ani svůj vlastní erb, pouze pečetidla. 
Příslušníci Mikulovy linie založili svou pasivitou úpadek rodu a dožili v bezvýznamnosti a chudobě na Račicích poblíž Hrotovic.